# Premis YoGa 1994
Els 5è Premis YoGa foren concedits al "pitjoret" de la producció cinematogràfica de 1993 per Catacric el 30 de gener de 1994 "a Barcelona" per un jurat anònim.

## Guardonats
| Secció           | Premi             | Nom                                                              | Guanyador |
| ---------------- | ----------------- | ---------------------------------------------------------------- | --- |
| Cinema estranger | Pitjor pel·lícula | "Huevos de oro"                                                  | Una proposició indecent                                                                                           |
| Cinema estranger | Pitjor director   | "El listo de Spielberg"                                          | Steven Spielberg, per Parc Juràssic                                                                               |
| Cinema estranger | Pitjor actor      | "Sin perdón"                                                     | Tom Cruise, per The Firm                                                                                          |
| Cinema estranger | Pitjor actriu     | "Ella nunca se niega"                                            | Sharon Stone, por Assetjada                                                                                       |
| Cinema espanyol  | Pitjor pel·lícula | "Mira quién canta"                                               | Tres palabras |
| Cinema espanyol  | Pitjor direcció   | "Papá de por vida"                                               | Gracia Querejeta, per Una estación de paso                                                                        |
| Cinema espanyol  | Pitjor actor      | "Acción inmutante"                                               | Antonio Resines, per Tocando fondo                                                                                |
| Cinema espanyol  | Pitjor actriu     | "Todas a la cárcel"                                              | - Rocío Jurado, per La Lola se va a los puertos - Marta Sánchez, per Supernova - Maribel Verdú, per Tres palabras |
| Cinema espanyol  | Industria         | "Por qué la llaman huelga, cuando los lunes no va nadie al cine" | Exhibidors espanyols                                                                                              |
| Cinema espanyol  | Trajectòria       | "Des-afectos especiales"                                         | Enemics de "Peter" Pedro Almodóvar                                                                                |
| Especials        | Ministra          | "Uno de los nuestros"                                            | Carmen Alborch, per "su sonrisa... horizontal"                                                                    |
| Especials        | Institucions      | "Cuando los dinosaurios dominaban la tierra"                     | Les acadèmies de cinema                                                                                           |